# Newag 222M
Newag 222M – (seria SA140) dwuczłonowy spalinowy zespół trakcyjny (SZT) produkowany przez firmę Newag z Nowego Sącza. Dwa egzemplarze zostały wyprodukowane dla Kolei Mazowieckich, a kolejne cztery dla województwa podkarpackiego.

## Historia

### Geneza

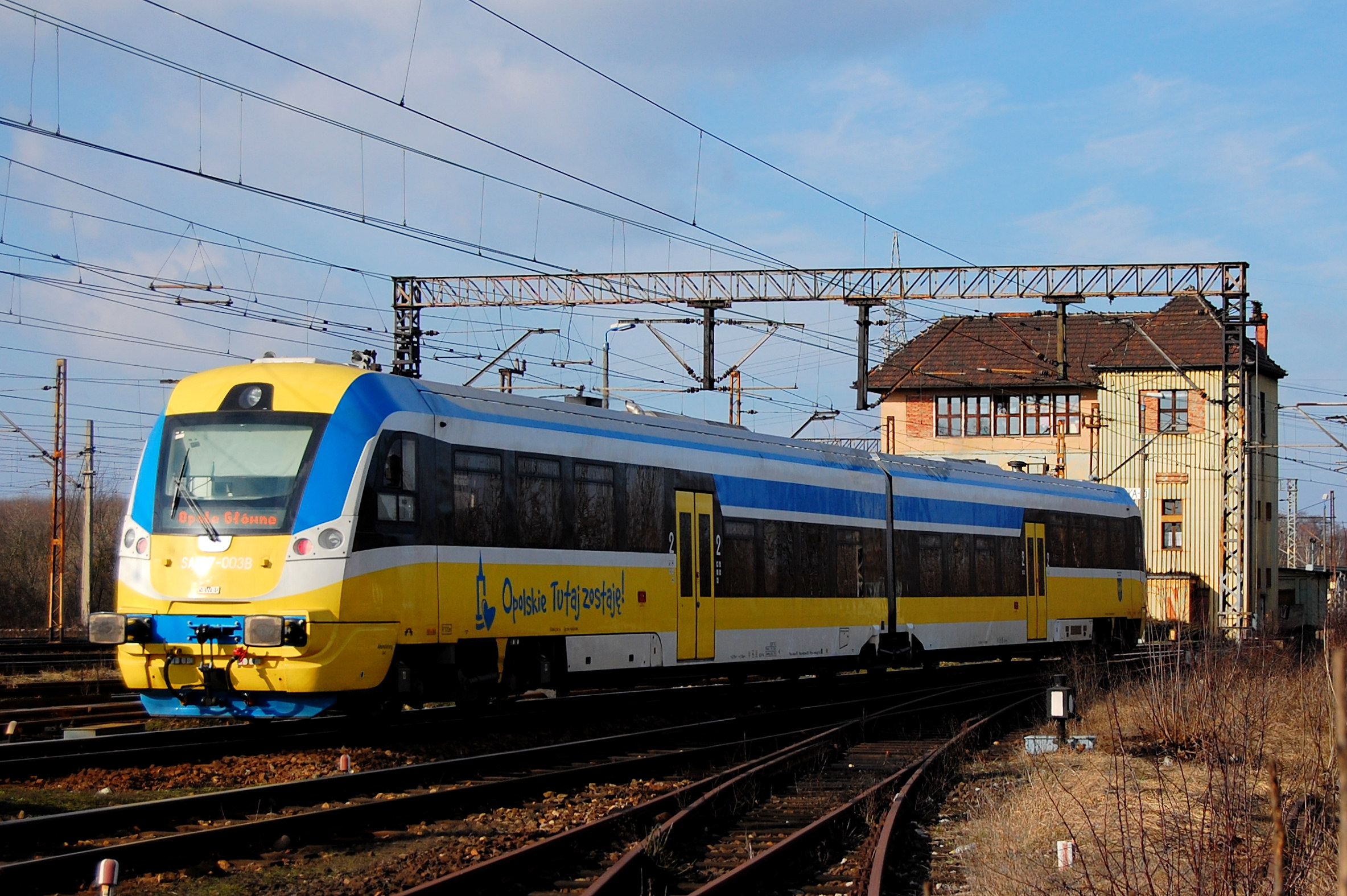
SZT typu 220M

We wrześniu 2009 samorząd województwa pomorskiego ogłosił przetarg na dwu- i trójczłonowe spalinowe zespoły trakcyjne. Newag, chcąc wejść na nowy rynek, we współpracy z krakowską firmą EC Engineering zaprojektował takie pojazdy (odpowiednio 220M i 221M) i rozpoczął ich produkcję w lutym 2010, jeszcze przed podpisaniem umowy z samorządem województwa pomorskiego, co nastąpiło 21 maja 2010. Newag jeszcze kilkukrotnie sprzedał SZT z rodziny 220M/221M (m.in. jeden województwu lubuskiemu i śląskiemu). Ich rozwinięciem spełniającym m.in. normy TSI czy też tzw. scenariusz czterech zderzeń jest typ 222M, który również został zaprojektowany przez EC Engineering.

### Nieudane przetargi
Przed podpisaniem pierwszej umowy na produkcję SZT typu 222M Newag dwukrotnie wygrał przetargi oferując ten model, jednak nie dochodziło do podpisania umowy. Najpierw w maju 2012 Newag złożył najkorzystniejszą ofertę z 222M w przetargu na dwa egzemplarze SZT dla województwa zachodniopomorskiego. Ze względu na uchylanie się Newagu od podpisania umowy, 2 lipca 2012 województwo zawarło ją z Pesą. Analogiczna sytuacja wystąpiła w województwie lubuskim – Newag wygrał w styczniu 2013 przetarg na dostawę 4 egzemplarzy, uchylał się od podpisania umowy, a 15 marca 2013 województwo zawarło ją z Pesą.

### Produkcja i testy

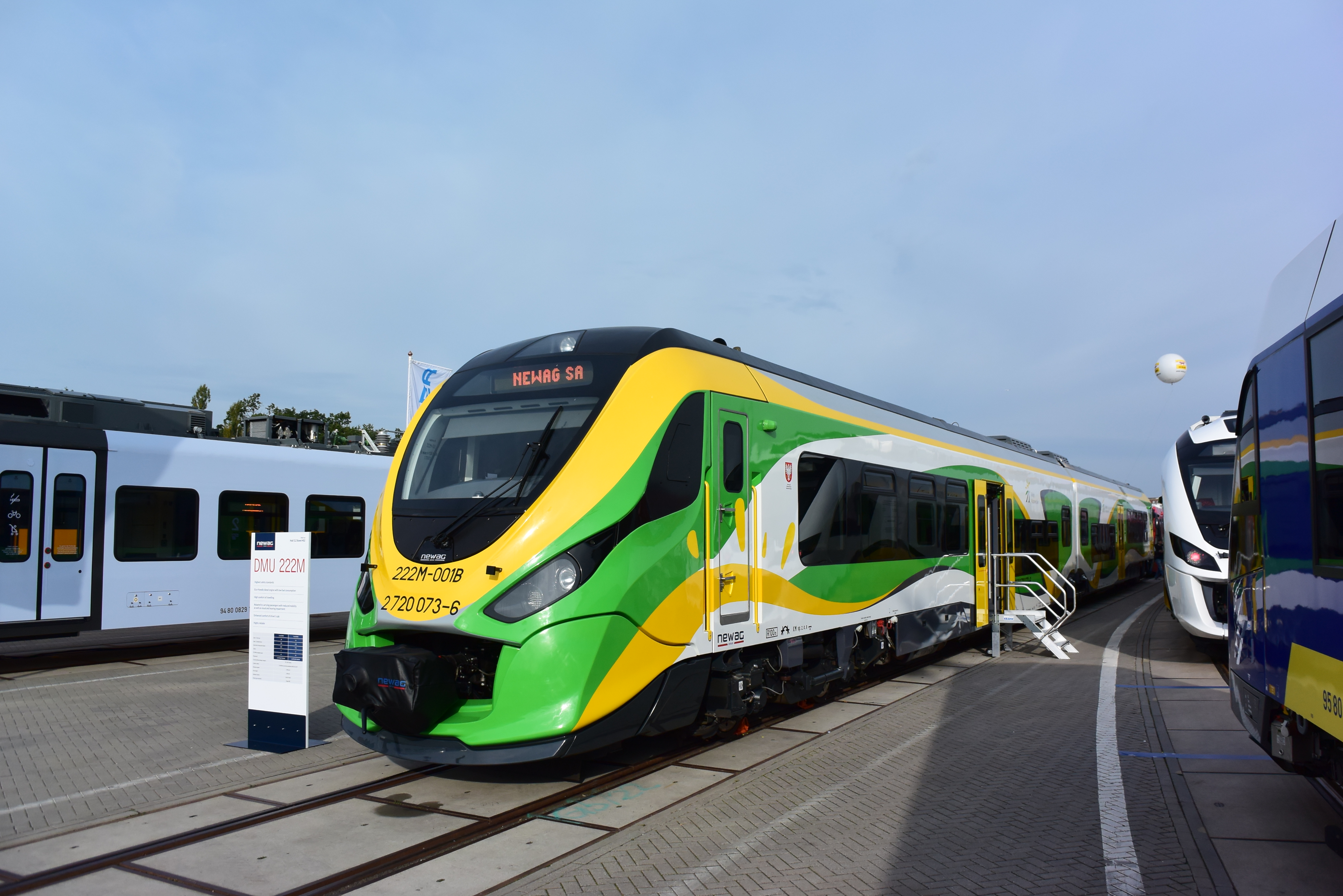
222M-001 na InnoTrans

W przetargu dla Kolei Mazowieckich Newag zaproponował po raz kolejny SZT typu 222M, do podpisania umowy doszło 18 czerwca 2013. W październiku 2013 pojazd był testowany w okolicach Krakowa, Grybowa i Olsztyna, w połowie miesiąca trafił na testy na torze doświadczalnym Instytutu Kolejnictwa niedaleko Żmigrodu, gdzie miał pozostać do 29 października 2013. 20 listopada pojazd zyskał dopuszczenie do sieci PKP PLK.

### Prezentacje promocyjne
Pojazd został zaprezentowany podczas targów InnoTrans w Berlinie we wrześniu 2014 roku.

### Kolejne zamówienia
16 czerwca 2015 Newag zawarł z Kolejami Mazowieckimi umowę na dostawę kolejnego egzemplarza 222M, a na początku 2017 roku i w połowie 2019 roku umowy na dostawy po 2 spalinowych zespołów trakcyjnych 222Ma dla województwa podkarpackiego.

## Konstrukcja

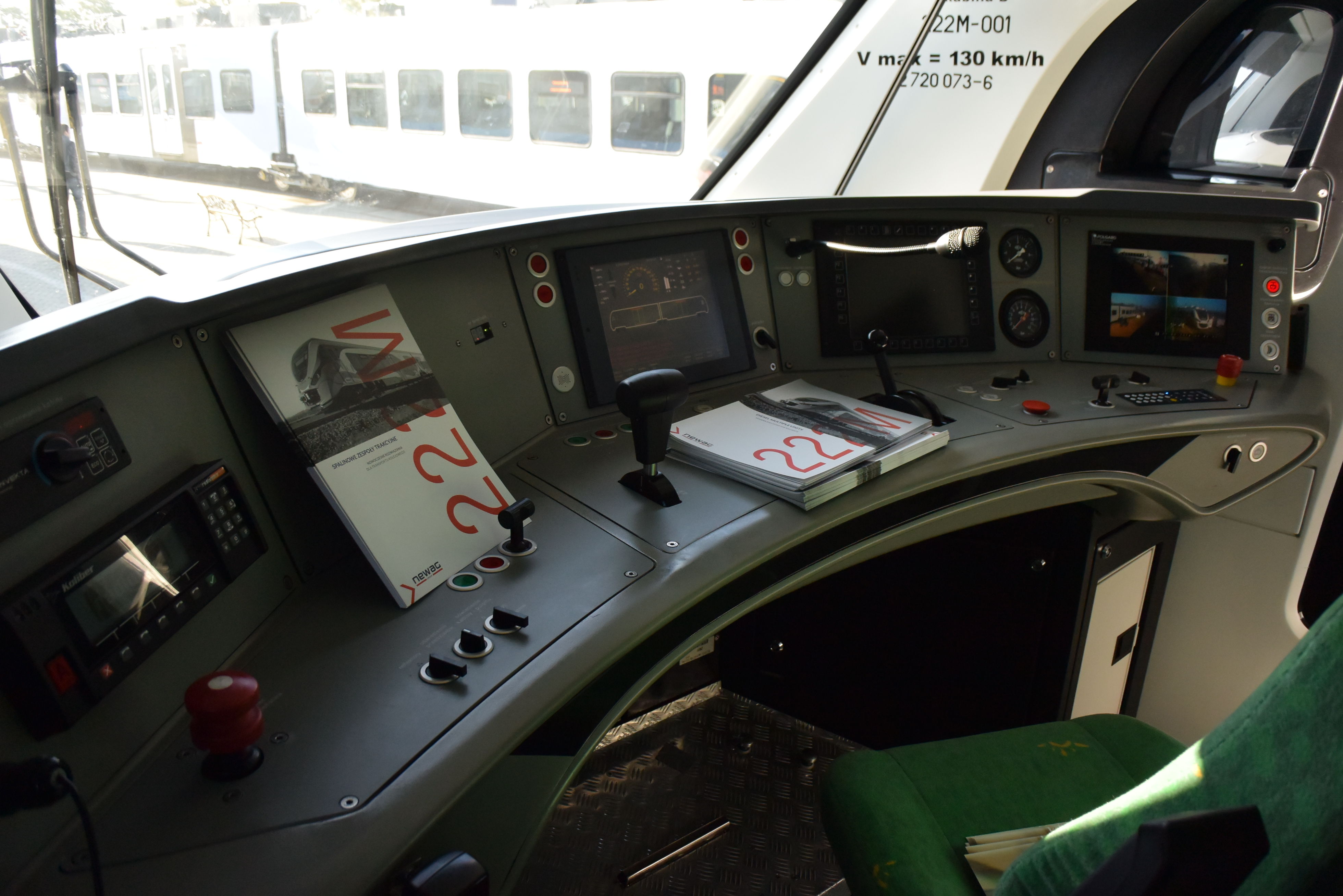
Kabina maszynisty

Newag 222M to dwuczłonowy, jednoprzestrzenny, częściowo niskopodłogowy spalinowy zespół trakcyjny przeznaczony do obsługi połączeń regionalnych na liniach pozbawionych trakcji elektrycznej. Zaprojektowano go do obsługi peronów wysokości od 550 do 900 mm.

### Wnętrze

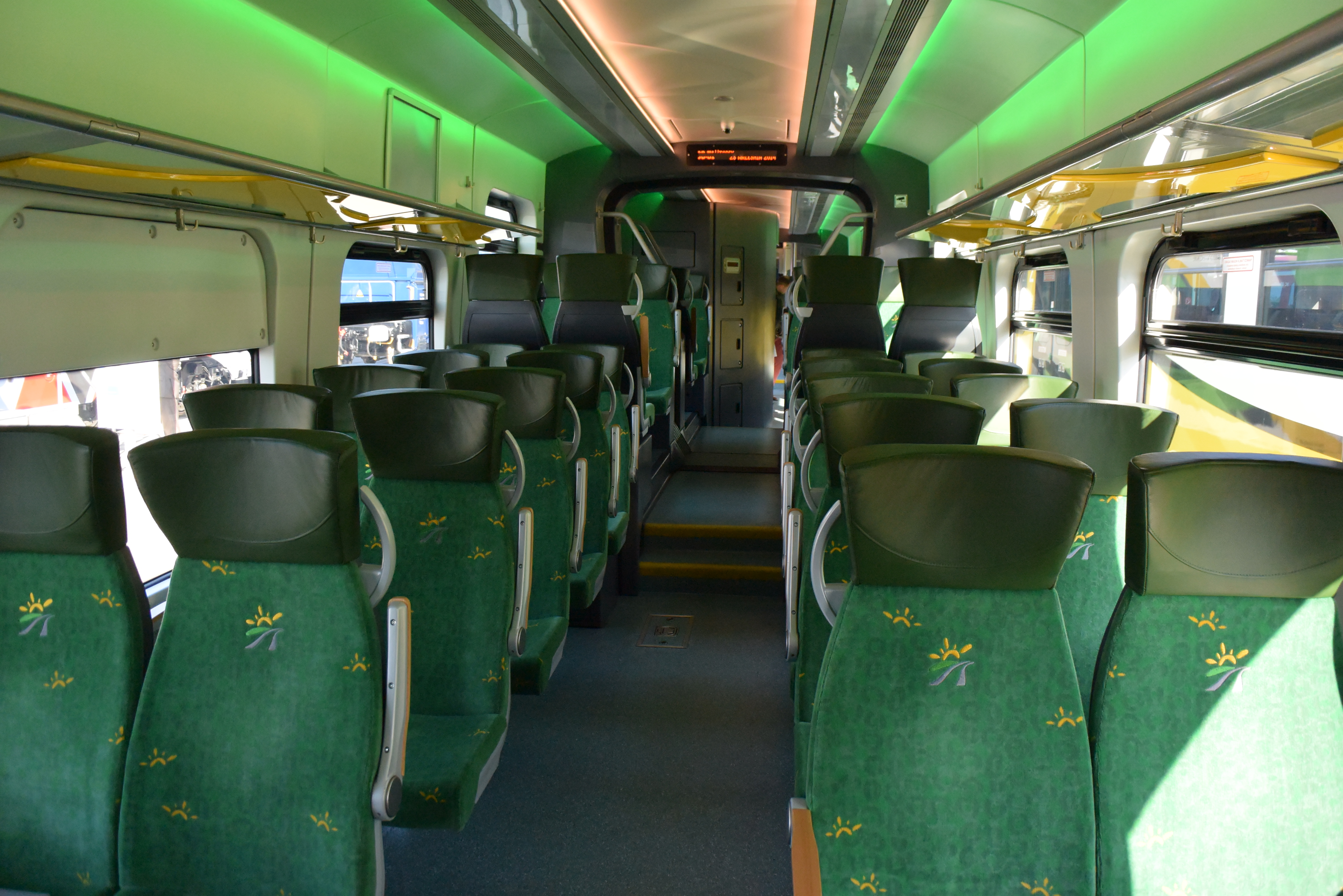
Wnętrze

Dostęp do wnętrza 222M możliwy jest poprzez parę drzwi odskokowo-przesuwnych na stronę pojazdu o szerokości 1300 mm z progiem na wysokości 600 mm nad główką szyny.
Pojazd przystosowany jest do przewożenia osób z niepełnosprawnością ruchową. Przy jednych z drzwi zamontowano platformę ułatwiającą wsiadanie do SZT, specjalny przedsionek z miejscem dla wózka inwalidzkiego oraz toaletę dla niepełnosprawnych zgodną z TSI PRM.
Dodatkowo zespół wyposażony jest w ogrzewanie nawiewne, dwustrefową klimatyzację, gniazdka elektryczne 230 V, system informacji pasażerskiej oraz monitoring.

### Podwozie i napęd

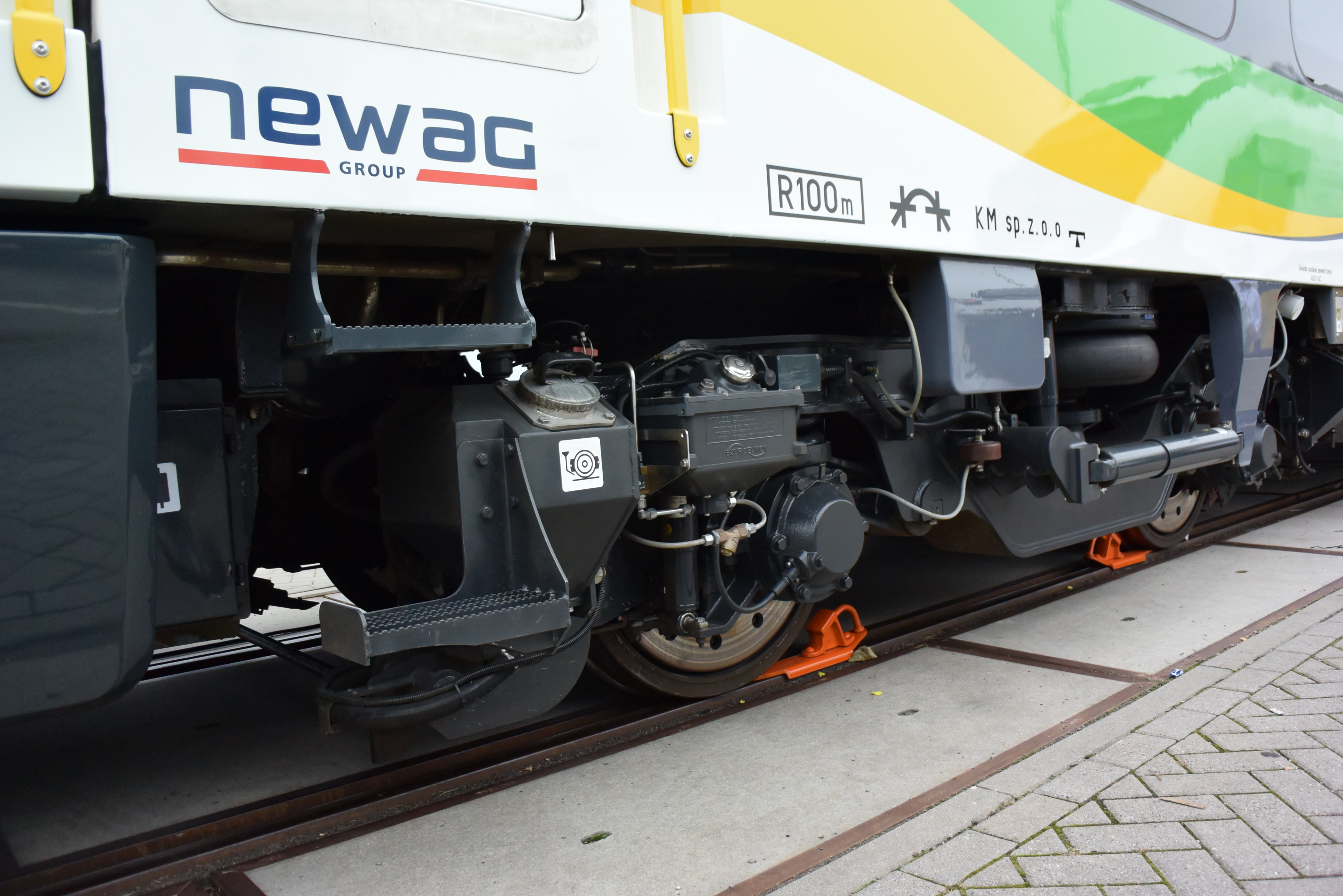
Wózek napędowy

Dwuczłonowy zespół oparty jest na trzech dwuosiowych wózkach – skrajnych, napędowych (typ 74RSNa) oraz wspólnym środkowym, tocznym w systemie Jakobsa (typ 72RSTa), na którym oparte są oba człony.
Napęd stanowią dwa zespoły napędowe składające się z silnika wysokoprężnego o mocy 390 kW, automatycznej przekładni hydrodynamicznej z retarderem. Silniki spełniają normy emisji spalin Stage IIIB.
Pudło 222M spełnia normy: wytrzymałościowe (PII wg EN 12663), przeciwpożarowe (PN-K 02511) oraz odporność zderzeniową (EN 15227) dla czterech scenariuszy zderzeniowych.

## Eksploatacja
|  | Właściciel   | Użytkownik         | Typ   | Oznaczenia przewoźnika | Liczba | Lata dostaw |                           |
|  | ------------ | ------------------ | ----- | ---------------------- | ------ | ----------- | ------------------------- |
|  | Mazowieckie  | Koleje Mazowieckie | 222M  | 222M-001 ÷ 002         | 2      | 2013, 2015  | [ 25 ] [ 26 ] [ 27 ]      |
|  | Podkarpackie | Polregio           | 222Ma | SA140-001 ÷ 004        | 4      | 2018, 2020  | [ 21 ] [ 6 ] [ 7 ] [ 28 ] |

### Mazowieckie
18 czerwca 2013 podpisano umowę z województwem mazowieckim na dostarczenie 1 sztuki dwuczłonowego SZT. Indywidualny dla 222M schemat malowania został wybrany na drodze konkursu.
4 grudnia 2013 Koleje Mazowieckie oficjalnie odebrały pojazd, który został przeznaczony do obsługi połączenia na linii Tłuszcz – Warszawa Wschodnia – Siedlce – Czeremcha. Newag 222M dołączył do zamówionych we wcześniejszych latach mniejszych pojazdów spalinowych – czterech Pesa 214M.
16 czerwca 2015 Newag podpisał z Kolejami Mazowieckimi umowę na dostawę jeszcze jednego 222M, identycznego jak poprzedni, który miał zostać dostarczony pod koniec 2015 roku. 10 grudnia skład został odebrany przez przewoźnika.
16 stycznia 2024 jednostka numer 002 uległa częściowemu spaleniu niedaleko wsi Kaczorowy podczas przejazdu służbowego.

### Podkarpackie

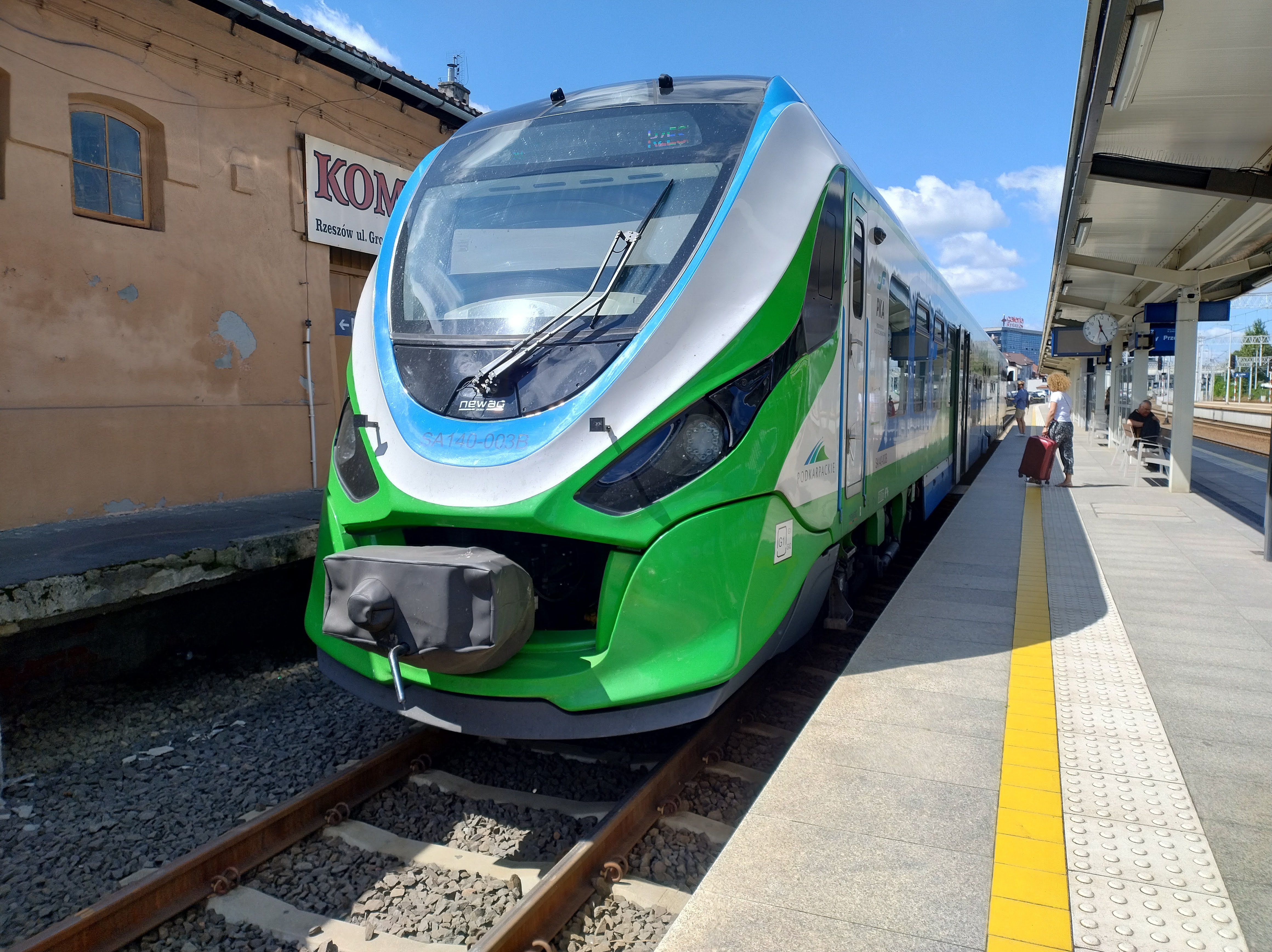
Podkarpacki SA140-003

Na początku 2017 roku Urząd Marszałkowski Województwa Podkarpackiego zawarł z Newagiem umowę na dostawę 2 sztuk 222Ma, zgodnie z którą pierwszy z nich miał zostać dostarczony do końca lutego 2018, a drugi do końca marca 2018. 30 marca 2018 oficjalnie przekazano oba pojazdy, z nowym oznaczeniem serii - SA140. 5 kwietnia odbyła się uroczyste przekazanie na stacji Rzeszów Główny. Oba pojazdy zostały przekazane Przewozom Regionalnym do obsługi trasy Rzeszów – Stalowa Wola i Rzeszów – Sandomierz.
31 lipca 2019 podpisano umowę na dostawę 2 kolejnych SZT 222Ma, które na początku października 2020 zostały dostarczone klientowi.